# День радио (альбом)
День ра́дио — альбом группы «Несчастный случай», изданный в 2002 году. В альбом входят песни из одноимённого спектакля театра «Квартет И». В спектакле песни исполняются якобы разными музыкантами, роли которых исполняет «Несчастный случай».
Песни в альбоме перемежаются треками с отрывками из спектакля.

## Исполнители, песни и жанры
1. Барон Тузенбах. «Чело-брателло».
2. Джон и Катапульты. «48 часов».
3. Черри Пашки. «Учительница первая моя» — поп-музыка.
4. Поляна Квасова. «Що ж вони роблять?» — украинская песня.
5. Лиловый Пурпурпур. «Садо-мазо».
6. Двое против ветра. «Снежинка» (Live) — авторская песня.
7. Кошки Академика Павлова. «Белочка».
8. Железный дровосек. «Чёрный Ленин» — металл.
9. Эдик Жданов. «Ночной ларёк» (Live) — русский шансон.
10. Несчастный случай. «Радио (как бы)».
11. Сладкие брызги ванили. Я слишком пьян (песня, не вошедшая в спектакль) — романс.
12. Двое против ветра. Снежинка (караоке-версия).